# Sovski Dol
Sovski Dol falu Horvátországban, Pozsega-Szlavónia megyében. Közigazgatásilag Cseglényhez tartozik.

## Fekvése
Pozsegától légvonalban 27, közúton 35 km-re keletre, községközpontjától  légvonalban 6, közúton 9 km-re délkeletre, a Dilj-hegység területén, a Pozsegát Diakovárral összekötő 38-as számú főút mentén Hrussóvölgy és Paka között, a Sovski-patak partján fekszik. Közelében 430 méteres magasságban található a Sovsko jezero nevű hegyi tó.

## Története
A „Degman” és „Busnovac” régészeti lelőhelyen talált paleolitikumi és mezolitikumi leletek tanúsága szerint területe már az őskorban lakott volt.
Sovski Dol középkori létezésének nincs nyoma, bár a név Buturac szerint már a török uralom előtti időben is többször felbukkan több település (Dvorišće, Završje) földrajzi nevei között is. A térséget 1532 körül foglalta el a török és több, mint 150 évig török uralom alatt volt. A falu az 1545-ös török defterben 16 házzal szerepel. A térség 1687-ben szabadult fel a török uralom alól. 1698-ban „Szolskidol” néven 10 portával szerepel a török uralom alól felszabadított települések összeírásában.
 1702-ben 24, 1746-ban 42 ház állt a településen.
Az első katonai felmérés térképén „Dorf Sovski Doll” néven található. Lipszky János 1808-ban Budán kiadott repertóriumában „Sovskidol” néven szerepel. 
Nagy Lajos 1829-ben kiadott művében „Szovszkidol” néven 65 házzal, 568 katolikus vallású lakossal találjuk.
1857-ben 410, 1910-ben 696 lakosa volt a településnek. Az 1910-es népszámlálás szerint lakosságának 94%-a horvát anyanyelvű volt. Pozsega vármegye Pozsegai járásának része volt. Az első világháború után 1918-ban az új szerb-horvát-szlovén állam, majd később (1929-ben) Jugoszlávia része lett. 1991-től a független Horvátországhoz tartozik. 1991-ben lakosságának 99%-a horvát nemzetiségű volt. 2011-ben a településnek 121 lakosa volt. Közösségi háza van.

## Lakossága
| Lakosság változása | Lakosság változása | Lakosság változása | Lakosság változása | Lakosság változása | Lakosság változása | Lakosság változása | Lakosság változása | Lakosság változása | Lakosság változása | Lakosság változása | Lakosság változása | Lakosság változása | Lakosság változása | Lakosság változása | Lakosság változása |
| ------------------ | ------------------ | ------------------ | ------------------ | ------------------ | ------------------ | ------------------ | ------------------ | ------------------ | ------------------ | ------------------ | ------------------ | ------------------ | ------------------ | ------------------ | ------------------ |
| 1857               | 1869               | 1880               | 1890               | 1900               | 1910               | 1921               | 1931               | 1948               | 1953               | 1961               | 1971               | 1981               | 1991               | 2001               | 2011               |
| 410                | 463                | 359                | 445                | 473                | 696                | 650                | 811                | 811                | 768                | 644                | 540                | 330                | 205                | 155                | 121                |

## Nevezetességei
- Szent Máté apostol tiszteletére szentelt római katolikus kápolnája.
- A Dilj-hegység északi lejtőjén közvetlenül a hegység fővonulatát alkotó Mlakino Brdo és Jurje Brdo alatt 430 méteres magasságban található tó a Sovso jezero. A tó egy kis mélyedésben található, keletről és északkeletről erdők (tölgy, gyetyán és bükk), nyugatról és délről legelők és szántók határolják. Keletről a Jezero Brdo magaslat határolja. Északnyugatról a mélyedés nyitott, erre volt a tó lefolyása. Egykor egy nagybirtok épületei, gyümölcsösök és szőlők voltak itt. A tó területe 3600 m2, legnagyobb mélysége 8-10 méter. Partjain nád és gyékény nőtt. A tavat bővizű forrás táplálja, melyet jól mutatnak a délkeleti részén látható erős áramlások. A tavat viszonylag kicsi területe miatt nem tekinthetjük ornitológiai rezervátumnak, de ökológiai szempontból fontos menedékként az ott fészkelő vízimadarak számára. A tóban a halak közül csak kárászok élnek. A táj szépsége, a növény és állatvilág sokszínűsége vonzza a turistákat és ideális célpontja az iskolai kirándulásoknak is.

## Oktatás
A településen a cseglényi elemi iskola területi iskolája működik.